# Champagnac-le-Vieux
Champagnac-le-Vieux é uma comuna francesa na região administrativa de Auvérnia-Ródano-Alpes, no departamento de Alto Loire. Estende-se por uma área de 20,07 km². Em 2010 a comuna tinha 201 habitantes (densidade: 10 hab./km²).

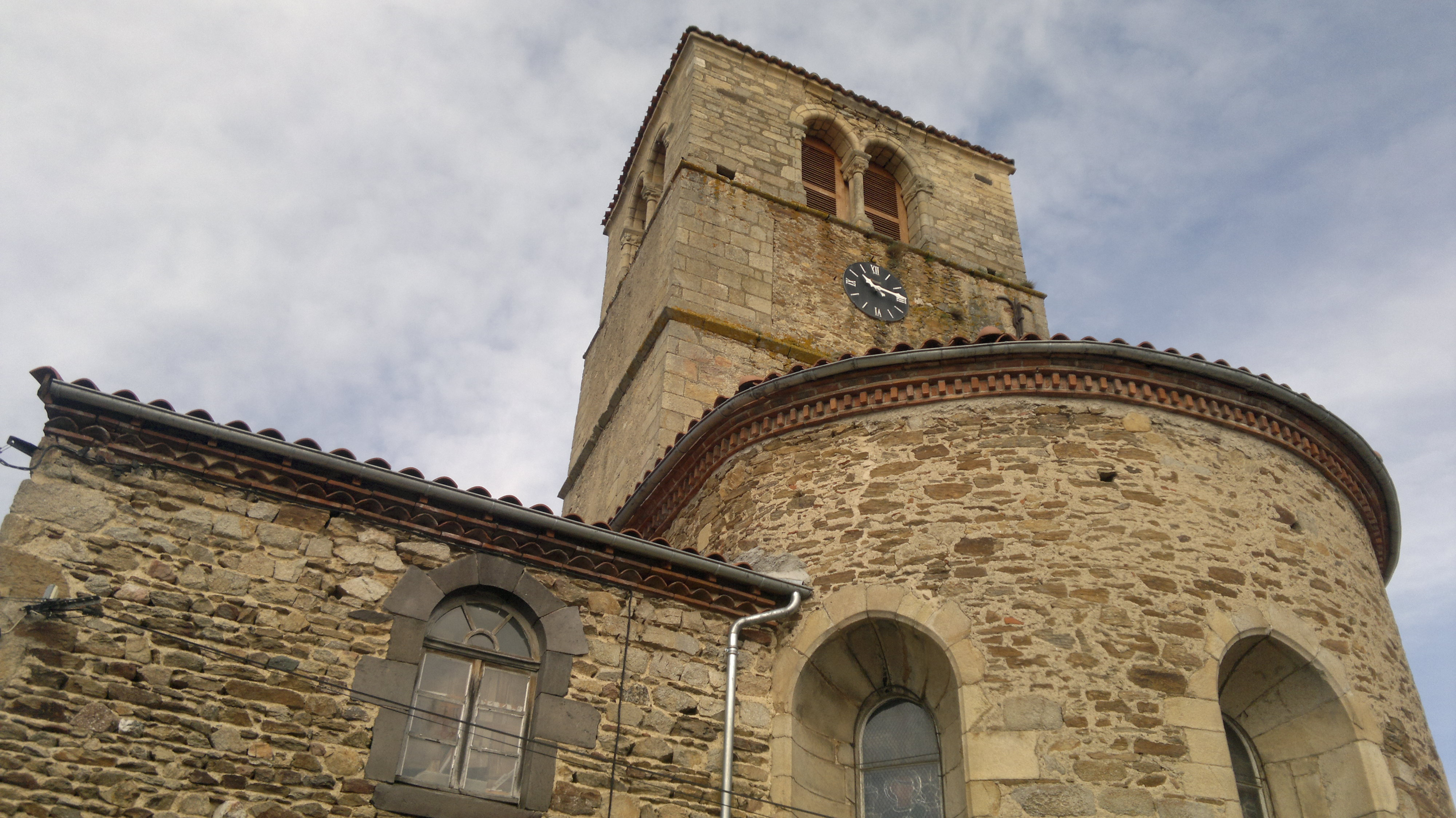
Saint-Pierre (Champagnac-le-Vieux)